# الطبيب والفتاة
الطبيب والفتاة (بالإنجليزية: The Doctor and the Girl)‏ هو فيلم أبيض وأسود درامي أمريكي عام 1949 من إخراج كورتيس بيرنهاردت وبطولة جلين فورد وتشارلز كوبورن وجلوريا دي هيفن وجانيت لي، مستوحى من الرواية الفرنسية الجسد والروح لماكسنس فان دير ميرش. كان الفيلم بمثابة الظهور الأول لنانسي ريغان (المعروفة آنذاك باسم نانسي ديفيس).
قبل فيلم الطبيب والفتاة تجنبت الأفلام الأمريكية مناقشة موضوع الإجهاض، الذي كان غير قانوني في معظم الولايات. أقنعت شركة مترو غولدوين ماير جمعية الأفلام السينمائية الأمريكية، التي فرضت قانون هايز، بأن موضوع الإجهاض، الذي لم يكن محظورًا صراحةً بموجب القانون، يمكن تناوله بذوق في الفيلم. وبينما أشار الفيلم بشكل غامض إلى الإجراء باعتباره "عملية غير قانونية".

## طاقم التمثيل
- جلين فورد بدور الدكتور مايكل كورداي
- تشارلز كوبرن بدور الدكتور جون كورداي
- جلوريا دي هيفن بدور فابيان
- جانيت لي بدور إيفلين هيلدون، "تافي"
- بروس بينيت بدور الدكتور ألفريد نورتون
- وارنر أندرسون بدور الدكتور جورج إسموند
- باسيل رويسديل بدور الدكتور فرانسيس آي جارارد
- نانسي ديفيس بدور مارييت
- آرثر فرانز بدور الدكتور هارفي إل كينمور
- ليزا جولم بدور هيتي
- جوان دي بيرج بدور والدة الطفل

## روابط خارجية
- الطبيب والفتاة في قاعدة بيانات الأفلام على الإنترنت
- Clip from The Doctor and the Girl على يوتيوب